# Midrash Tanhouma
Le Midrash Tanhouma (hébreu : מדרש תנחומא) ou Tanhouma-Yelamdenou est un Midrash aggada homilétique sur le Pentateuque, composé de sermons rattachés aux premiers versets des sections de lecture abordés. Il s’élabore vers le Ve siècle en terre d’Israël (Palestine byzantine) et, après avoir été adopté par les homélistes, se développe au cours du haut Moyen Âge dans l’ensemble du territoire byzantin, et parvient jusqu’en Babylonie. C’est pourquoi ce Midrash existe en plusieurs versions, manuscrites ou imprimés, et représente davantage un genre littéraire, appelé corpus Tanhouma-Yelamdenou dans la littérature académique. Ce corpus comprend des Midrashim ultérieurs qui ont été inclus dans la collection du Midrash Rabba.

## Temps et lieux de sa composition
Le Midrash suit l’ordre des sections de lecture selon le cycle triennal qui a cours en terre d’Israël (la division selon l’ordre annuel imposé par les académies talmudiques en Babylonie est le fait d’éditeurs ultérieurs), et le rabbin Tanhouma bar Abba qui a donné son nom au corpus parce qu’il est l’autorité la plus fréquemment citée, a vécu au Ve siècle. Il s’élabore cependant sur plusieurs siècles, ce qui explique ses différentes versions et leur apparition à travers l’empire byzantin. Les versions les plus tardives incluent en outre des enseignements d’origine babylonienne. De plus, certains enseignements qui s’y trouvent, sont consignées dans des anthologies ultérieures au nom du Midrash Yelamdenou qui comprend des traditions absents des versions connues, ce qui a posé la question de leurs rapports : Leopold Zunz estime que les termes sont synonymes et interchangeables, yelammedenou (hébreu : ילמדנו « que [notre maître] nous enseigne ») figurant en incipit de nombreux enseignements du Tanhouma, et le Midrash aurait été achevé au IXe siècle en Italie méridionale ou en Grèce mais Salomon Buber, qui produit une édition semi-critique du Tanhouma (appelée depuis Tanhouma Buber) sur base de plusieurs manuscrits, estime qu’il estime trois versions — la version compilée par ses soins comprendrait les enseignements les plus anciens, aurait été composée en Palestine byzantine et serait la source de Bereshit Rabba ; la version citée dans le Midrash Yelamdenou serait plus tardive et aurait disparu avec lui ; la dernière version, achevée après le Talmud de Babylone, comprendrait les enseignements babyloniens et seraient la version figurant dans les éditions courantes. Ses hypothèses ont été disputées, bien que Jacob Nahum Epstein adopte une hypothèse analogue où il accorde toutefois la primauté et l’antériorité au Midrash Yelamdenou, et les versions du Tanhouma en seraient autant de variantes, développées par collation d’enseignements du Yelamdenou à des leçons d’autres recueils ; Arthur Marmorstein abonde sur le caractère composite du Tanhouma mais estime le Yelamdenou contemporain de celui-ci. Enfin, Hanokh Albeck pense que les deux Midrashim, indépendants à l’origine, auraient puisé aux mêmes sources et entraîné une confusion chez les copistes qui aurait produit les recueils actuels.

Comme l’analyse historique du Tanhouma démontre une connaissance directe d’évènements anciens et l’analyse littéraire des remaniements plus récents, parfois au sein d’un même article du Midrash, et que des arguments plaident en faveur d’une origine ancienne (p.e. l’inclusion de thèmes et termes du Tanhouma dans le piyyout de Yannaï, avant le VIe siècle) quand d’autres démontrent un contexte tardif comme l’inclusion de sermons babyloniens de la période des gueonim. C’est sur base de toutes ces hypothèses et controverses, que Marc Bregman conclut que les Midrashim intitulés Tanhouma ou Yelamdenou, appartiennent à un corpus qui opère en trois phases différentes :
- un noyau ancien, fondé sur les enseignements de Rabbi Tanoumha bar Abba et son cercle, rédigé au Ve siècle en judéo-araméen occidental avec des emprunts au grec et au latin, qui fixe le style du Midrash et se caractérise notamment par la dénomination du dieu d’Israël sous le nom d’Élohim alors que les éditeurs ultérieurs préfèrent « Saint, béni soit-il. »
- une couche intermédiaire qui s’étale sur deux siècles, toujours en Palestine byzantine, où les enseignements sont formulés ou reformulés dans un hébreu comparable à la langue du piyyout, et où l’on ajoute divers titres distinctifs aux sages cités (bar, « fils de » en araméen, devient berebbi, fils du rabbin dans la langue locale)
- le stade final, après le VIIe siècle où les versions se multiplient dans tout le territoire byzantin, et adaptent le contenu aux besoins du temps comme la controverse avec les Karaïtes[1].

## Langue du Midrash
Le Midrash est rédigé, quelle que soit la variante, dans un hébreu médiéval, plus tardif que l’hébreu mishnaïque et particulièrement proche de la langue du piyyout hébraïque classique — il résulte en tous les cas d’une rétroversion à partir du judéo-araméen galiléen, qui subsiste d’ailleurs en certains endroits. Il fait volontairement usage d’un vocabulaire simple, et recourt fréquemment aux tournures grecques ou latines pour être mieux compris de son lectorat. Il ne cherche, contrairement aux midrashim amoraïques,  pas non plus la concision et s’étend parfois longuement sur un passage pour en améliorer l’accessibilité , Il se caractérise en outre par de nombreux procédés rhétoriques dont l’adresse à la foule et la dramatisation, partageant de nombreuses tournures de style avec le piyyout classique dont il est contemporain.

## Structure
Le Midrash comprend est constitué d’ensembles de sermons qui représentent les traditions anciennes au goût du public contemporain ; bien que de nombreuses variantes et exceptions existent sur ce point, un sermon typique s’ouvre sur une question portant sur un point de loi, introduite par yelammedenou rabeinou (« que notre maître nous enseigne, » cf. supra), suivie de petihtaot, homélies introductives où le prédicateur finit souvent sur la citation biblique « éloignée » (du texte commenté) avec laquelle il avait commencée, alors que le Midrash des époques antérieures se fait un devoir d’établir un lien, fût-ce par l’intermédiaire d’autres passages, entre la citation biblique « éloignée » et le verset étudié. 